# I liga brazylijska w piłce nożnej (2016)
Campeonato Brasileiro Série A w roku 2016 był czterdziestym piątym sezonem rozgrywek o mistrzostwo Brazylii. Mistrzem Brazylii zostało SE Palmeiras, natomiast wicemistrzem Brazylii zostało Santos FC. Królem strzelców rozgrywek zostali:
- Fred z Atlético Mineiro.
- William Pottker z AA Ponte Preta.
- Diego Souza ze Sport Club do Recife.

## Tabela końcowa
| #   | Drużyna        | M  | Z  | R  | P  | Bramki | Punkty | Uwagi                            |
| --- | -------------- | -- | -- | -- | -- | ------ | ------ | -------------------------------- |
| 1.  | SE Palmeiras   | 38 | 24 | 8  | 6  | 62:32  | 80     | Copa Libertadores – Faza Grupowa |
| 2.  | Santos         | 38 | 22 | 5  | 11 | 59:35  | 71     | Copa Libertadores – Faza Grupowa |
| 3.  | Flamengo       | 38 | 20 | 11 | 7  | 52:35  | 71     | Copa Libertadores – Faza Grupowa |
| 4.  | Atletico-MG    | 38 | 17 | 11 | 10 | 61:53  | 62     | Copa Libertadores – Faza Grupowa |
| 5.  | Botafogo RJ    | 38 | 17 | 8  | 13 | 43:39  | 59     | Copa Libertadores – Kwalifikacje |
| 6.  | Atletico-PR    | 38 | 17 | 6  | 15 | 38:32  | 57     | Copa Libertadores – Kwalifikacje |
| 7.  | Corinthians    | 38 | 15 | 10 | 13 | 48:42  | 55     | Copa Sudamericana                |
| 8.  | Ponte Preta    | 38 | 15 | 8  | 15 | 48:52  | 53     | Copa Sudamericana                |
| 9.  | Gremio         | 38 | 14 | 11 | 13 | 41:44  | 53     | Copa Libertadores – Faza Grupowa |
| 10. | São Paulo      | 38 | 14 | 10 | 14 | 44:36  | 52     | Copa Sudamericana                |
| 11. | Chapecoense-SC | 38 | 13 | 13 | 12 | 49:56  | 52     | Copa Libertadores – Faza Grupowa |
| 12. | Cruzeiro       | 38 | 14 | 9  | 15 | 48:49  | 51     | Copa Sudamericana                |
| 13. | Fluminense     | 38 | 13 | 11 | 14 | 45:45  | 50     | Copa Sudamericana                |
| 14. | Sport Recife   | 38 | 13 | 8  | 17 | 49:55  | 47     | Copa Sudamericana                |
| 15. | Coritiba       | 38 | 11 | 13 | 14 | 41:42  | 46     |                                  |
| 16. | Vitoria        | 38 | 12 | 9  | 17 | 51:53  | 45     |                                  |
| 17. | Internacional  | 38 | 11 | 10 | 17 | 35:41  | 43     | Spadek do Serie B                |
| 18. | Figueirense    | 38 | 8  | 13 | 17 | 30:50  | 37     | Spadek do Serie B                |
| 19. | Santa Cruz     | 38 | 8  | 7  | 23 | 45:69  | 31     | Spadek do Serie B                |
| 20. | America MG     | 38 | 7  | 7  | 24 | 23:58  | 28     | Spadek do Serie B                |

Aktualne na 17 września 2017. Źródło:
Zasady ustalania kolejności: 1. liczba zdobytych punktów; 2. różnica zdobytych bramek; 3. większa liczba zdobytych bramek.